# Egres-patak
Az Egres-patak a Gödöllői-dombságban ered, Erdőkertes északkeleti határában, Pest vármegyében, mintegy 200 méteres tengerszint feletti magasságban. A patak forrásától kezdve délkeleti irányban halad, majd Bagnál éri el a Galga-patakot.
Az Egres-patakba a Besnyői-patak Domonyvölgynél torkollik bele.

## Élővilága

### Flórája
Az Egres-patak növényvilágát a következő fajok alkotják: homoki cickafark (Achillea ochroleuca), podagrafű (Aegopodium podagraria), homoki báránypirosító (Alkanna tinctoria), erdei hölgypáfrány (Athyrium filix-femina), rostostövű sás (Carex appropinquata), zsombéksás (Carex elata), bugás sás (Carex paniculata), mocsári aszat (Cirsium palustre), kései szegfű (Dianthus serotinus), buglyos szegfű (Dianthus superbus), erdei zsurló (Equisetum sylvaticum), homoki gémorr (Erodium hoefftianum), óriás csenkesz (Festuca gigantea), gyapjas penészvirág (Filago arvensis), mocsári gólyaorr (Geranium palustre), halvány gyopár (Pseudognaphalium luteo-album), hínáros víziboglárka (Ranunculus trichophyllus), fekete ribiszke (Ribes nigrum), vörös ribiszke (Ribes rubrum), mocsári csorbóka (Sonchus palustris), fehér zászpa (Veratrum album).

## Part menti települések
- Erdőkertes
- Vácegres
- Bag